# Książęta oświęcimscy
Książęta oświęcimscy – lista obejmuje książąt oświęcimskich. Pierwszym księciem oświęcimskim był Władysław, syn Mieszka cieszyńskiego. Jego potomkowie w linii męskiej wymarli w 1406 roku, a księstwo oświęcimskie przypadło Przemysławowi, synowi księcia cieszyńskiego Przemysława I Noszaka. 

## Księstwo oświęcimskie(od 1314/15) i toszeckie (od 1405)
1314/15 – podział ziem księstwa cieszyńsko-oświęcimskiego pomiędzy Kazimierza I (otrzymuje Cieszyn, zobacz książęta cieszyńscy) i Władysława I (otrzymuje Oświęcim)
| Daty panowania | Władca                                                 | Pokrewieństwo                                          | Uwagi |
| -------------- | ------------------------------------------------------ | ------------------------------------------------------ | --- |
| 1314/5-1321/4  | Władysław I                                            | syn Mieszka cieszyńskiego                              | - 1290-1314/15 – koregent w księstwie cieszyńsko-oświęcimskim - 1314/15 – w wyniku podziału Oświęcim |
| 1321/4-1372    | Jan I Scholastyk                                       | syn Władysłwa I                                        | |
| 1321/4-1325    | Eufrozyna Mazowiecka                                   | matka Jana I                                           | regentka, zm. 1329 |
| 1372-1375/6    | Jan II                                                 | syn Jana I                                             | |
| 1375/6-1405    | Jan III                                                | syn Jana II                                            | |
| 1405-1406      | Przemysław Młodszy                                     | syn Przemysła I Noszaka                                | - od 1404 udzielny książę na połowie Ścinawy i Głogowa - od 1405 w Oświęcimiu - od 1405 dodatkowo w Toszku |
| 1406-1410      | Bolesław I                                             | syn Przemysła I Noszaka                                | - od 1405 południowy Bytom i Siewierz - w 1410 Oświęcim i Toszek przekazany bratankowi Kazimierzowi I oświęcimskiemu - od 1410 Cieszyn, Strzelin, połowa Głogowa i Ścinawy - 1410-1414 w Oświęcimiu i Toszku tylko jako regent - 1416 rezygnacja ze Strzelina (przekazany bratankowi Kazimierzowi I oświęcimskiemu) - od 1414 w wyniku podziału w Cieszynie, połowie Bytomia, Siewierzu, połowie Ścinawy i Głogowa |
| 1410-1433/4    | Kazimierz I                                            | syn Przemysła Młodszego                                | w wyniku podziału w 1414 w Oświęcimiu, Toszku i Strzelinie (w tym ostatnim do 1427)) |
| 1433/4-1445    | Wacław I                                               | syn Kazimierza I                                       | - 1434/4-1445 – rządy wspólne z braćmi - od 1445 w wyniku podziału książę zatorski |
| 1433/4-1456    | Jan IV (Janusz)                                        | syn Kazimierza I                                       | - 1434/4-1445 – rządy wspólne z braćmi - 1445 – w wyniku podziału Oświęcim, - 1465-1482 Gliwice, abdykował, zm. 1496 |
| 1456           | Oświęcim do Królestwa Polskiego                        | Oświęcim do Królestwa Polskiego                        | Oświęcim do Królestwa Polskiego |
| 1433/4-1484    | Przemysł                                               | syn Kazimierza I                                       | - 1434/4-1445 – rządy wspólne z braćmi - 1445 – w wyniku podziału Toszek |
| 1484           | Toszek do dzielnicy Korwinów, potem do Królestwa Czech | Toszek do dzielnicy Korwinów, potem do Królestwa Czech | Toszek do dzielnicy Korwinów, potem do Królestwa Czech |

## Księstwo zatorskie(1445-1494)
1445 – księstwo zatorskie powstaje w wyniku podziału ziem księstwa oświęcimskiego między synów Kazimierza I
| Daty panowania | Władca                                            | Pokrewieństwo                                     | Uwagi |
| -------------- | ------------------------------------------------- | ------------------------------------------------- | --- |
| 1445-1468      | Wacław I                                          | syn Kazimierza I                                  | od 1445 w wyniku podziału książę zatorski) |
| 1468-1490      | Kazimierz II                                      | synowie Wacława I                                 | - do 1474 rządy wspólne z braćm - od 1474 z bratem Wacławem (do 1484/87 książę na połowie Zatora |
| 1468-1484/7    | Wacław II                                         | synowie Wacława I                                 | - do 1474 rządy wspólne z braćmi - od 1474 z bratem Kazimierzem II książę na połowie Zatora |
| 1468-1494      | Jan V                                             | synowie Wacława I                                 | - do 1474 rządy wspólne z braćmi - 1474-1482 z bratem Władysławem książę na połowie Zatora, - 1482 – nowy podział w wyniku którego książę na połowie Zatora, od 1490 po śmierci brata Kazimerza II, także na drugiej część Zatora - od 1493, po śmierci brata Władysława także Wadowice - 1494 – odsprzedał księstwo królowi polskiemu Janowi Olbrachtowi, zachował jednak tytuł książęcy do śmierci w 1513 |
| 1468-1493      | Władysław                                         | synowie Wacława I                                 | - do 1474 rządy wspólne z braćmi - 1474-1482 z bratem Janem V na połowie Zatora - 1482 – nowy podziału, w wyniku którego książę na Wadowicach |
| 1493-1503      | Agnieszka zatorska                                | córka Władysława                                  | właścicielka jedynie samego miasta Wadowice (bez rangi udzielnego księstwa), usunięta, zm. 1505 |
| 1494           | Zator i Wadowice włączone do Królestwa Polskiego. | Zator i Wadowice włączone do Królestwa Polskiego. | Zator i Wadowice włączone do Królestwa Polskiego. |